# Новошевченково
Новошевченково (укр. Новошевченкове) — село в Долинской городской общине Кропивницкого района Кировоградской области Украины.
До 2020 года входило в состав Долинского района
Население по переписи 2001 года составляло 242 человека. Почтовый индекс — 28532. Телефонный код — 5234. Код КОАТУУ — 3521980403.